# Lennon (Míchigan)
Lennon es una villa ubicada en el condado de Shiawassee y condado de Genesee en el estado estadounidense de Míchigan. En el Censo de 2010 tenía una población de 511 habitantes y una densidad poblacional de 216,1 personas por km².

## Geografía
Lennon se encuentra ubicada en las coordenadas 42°59′8″N 83°55′57″O / 42.98556, -83.93250. Según la Oficina del Censo de los Estados Unidos, Lennon tiene una superficie total de 2.36 km², de la cual 2.36 km² corresponden a tierra firme y (0%) 0 km² es agua.

## Demografía
Según el censo de 2010, había 511 personas residiendo en Lennon. La densidad de población era de 216,1 hab./km². De los 511 habitantes, Lennon estaba compuesto por el 94.52% blancos, el 0.39% eran afroamericanos, el 2.35% eran amerindios, el 0.98% eran asiáticos, el 0% eran isleños del Pacífico, el 0.78% eran de otras razas y el 0.98% pertenecían a dos o más razas. Del total de la población el 3.52% eran hispanos o latinos de cualquier raza.